# Petr Michálek
Petr Michálek (* 27. dubna 1977 Hradec Králové) je český dramaturg, herec a překladatel, v letech 2010 až 2022 ředitel Městského divadla Zlín a od února 2022 rektor Janáčkovy akademie múzických umění v Brně. Od ledna 2020 je také členem garanční rady Národního divadla. Žije ve Zlíně a je otcem čtyř dětí.

## Mládí, studia a rodina
Jeho prastrýcem je spisovatel František Kožík.
V letech 1992 až 1995 vystudoval soukromé Gymnázium Schola Ludus v Ústí nad Labem a následně v letech 1995 až 2000 obor divadelní dramaturgie na Divadelní fakultě Janáčkovy akademie múzických umění v Brně v ateliéru Bořivoje Srby (získal titul MgA.).
Už v roce 1991 založil a vedl studentský časopis Lavice, v září 1993 se stal členem Rodinného divadla Hlína. V letech 1993 až 1995 získal na divadelním festivalu soukromých škol třikrát po sobě cenu za mužský herecký výkon a zároveň vedl festivalový zpravodaj. V lednu 1994 začal pracovat jako redaktor studentského pořadu Brouk Pytlík při Českém rozhlasu Ústí nad Labem. V roce 1995 absolvoval hereckou praxi v Činoherním studiu v Ústí nad Labem.
V letech 1995 až 1997 byl redaktorem akademického časopisu Halte-hulda a Vlnolam. V únoru 1998 byl vedoucím organizačního štábu projektu Literární salón 98, v srpnu 1998 režíroval nezávislý studentský nezávislý Fara.
Na konci roku 2014 si vzal za manželku herečku Kateřinu Liďákovou.

## Pracovní a umělecká kariéra
V červnu 1999 byl přijat jako dramaturg do Městského divadla Zlín, o rok později se stal hercem a dramaturgem brněnského Divadla Polárka. Mezi lety 2001 a 2004 působil jako dramaturg Městského divadla Karlovy Vary. V březnu 2002 organizoval originální festival kabaretních představení Kabaret LIVE, v říjnu 2003 měla v Městském divadle Karlovy Vary premiéru jeho hra Joker (sám ji i režíroval). Moderoval diskuzní pořad Skrupule, od prosince 2003 pracoval na vedlejší pracovní poměr jako copyrighter v TV Nova.
V letech 2004 až 2010 byl ředitelem Městského divadla Děčín. V září 2005 režíroval v Městském divadle Děčín vlastní překlad hry Viliama Klimáčka Rozkvetly sekery, v roce 2006 uvedlo pražské Divadlo Na Fidlovačce jeho překlad hry Alana Ayckbourna pod názvem Komická potence aneb Něco v ní je. V roce 2006 také přeložil další komedii Alana Ayckbourna – tentokrát Řeč těla (dosud neuvedeno).
V červenci 2010 se stal ředitelem Městského divadla Zlín. V roce 2013 získala jeho hra Domeček Cenu Českého rozhlasu Vltava v rámci anonymní Dramatické soutěže o Cenu Alfréda Radoka za rok 2012. Pro Městské divadlo Zlín přeložil hru Smrt v hotelu Alexandria (autor Peter Black, premiéra 2017) a ujal se režie her Blackbird (autor David Harrower, premiéra 2017), Upokojenkyně (autoři Kazimír Lupinec a kol., premiéra 2018) a Dobrý proti severáku (autoři Daniel Glattauer a Ulrike Zemme, premiéra 2018).
V lednu 2022 jej prezident ČR Miloš Zeman jmenoval rektorem Janáčkovy akademie múzických umění, a to s účinností od 1. února 2022. Ve funkci tak vystřídal Petra Oslzlého. V této souvislosti také ke konci června 2022 opustil pozici ředitele Městského divadla Zlín, jeho nástupcem se stal Josef Morávek.

## Ovčáček čtveráček
Petr Michálek byl režisérem a scenáristou nekorektního kabaretu Ovčáček čtveráček, který měl premiéru 6. listopadu 2016 ve zlínském divadle.
Toto satirické divadelní představení (tvůrci uváděno též jako nekorektní politický kabaret) naráželo na tehdejší politickou situaci v České republice na sklonku roku 2016. Inspirací ke kabaretu měla být postava Huga Pludka ze hry Zahradní slavnost od Václava Havla. V hlavní roli Jiřího Ovčáčka se představil Marek Příkazký.
Na Ovčáčka čtveráčka následně navázala dvě volná pokračování Ovčáček miláček a Jednou budeme dál.

## Politická angažovanost
V komunálních volbách v roce 2018 byl jako nestraník za hnutí STAN zvolen zastupitelem města Zlín. Následně odmítl podpořit vznik koalice hnutí ANO 2011, hnutí STAN a uskupení „Soukromníci Svobodní Nezávislí – ROZHÝBEJME.ZLÍN“, vadila mu především osoba Iva Valenty. Nakonec byla uzavřena široká koalice hnutí ANO 2011, hnutí STAN, KDU-ČSL, ODS a Pirátů. V komunálních volbách v roce 2022 již nekandidoval.
Ve volbách do Senátu PČR v roce 2020 kandidoval již jako člen hnutí STAN v obvodu č. 78 – Zlín. Se ziskem 14,90 % hlasů skončil na 3. místě a do druhého kola nepostoupil.